# Itaipusa evelinae
Itaipusa evelinae är en plattmaskart som beskrevs av Ernst Marcus 1954. Itaipusa evelinae ingår i släktet Itaipusa och familjen Koinocystididae. Inga underarter finns listade i Catalogue of Life.